# 한국영농장애인경영지원중앙회
한국영농장애인경영지원중앙회는 영농에 종사하고 있는 장애인과 관계자들의 농업경영지원 및 복지체계를 구축하여 영농장애인과 기타 농업인에게 일반사회에 귀감이 될 수 있는 영농장애인 우수경영 모델 발굴·육성 및 농산물 비즈니스 모델을 개발·보급하여, 나아가 영농장애인 복지지원제도 및 정책 연구·확산을 통해 국내 농업 농촌 발전, 영농장애인의 삶의 질 향상과 권익옹호를 달성하여 영농장애인의 복지 증진에 기여할 목적으로 2009년 11월 18일 설립된 대한민국 농림수산식품부 소관의 사단법인이다. 사무실은 서울특별시 강남구 역삼동 702-23, 휘닉스빌딩 806호에 있다.